# Maurizio Paniz
Maurizio Paniz (Belluno, 9 maggio 1948) è un avvocato e politico italiano.

## Biografia
Avvocato, ha difeso Elvo Zornitta nelle indagini sul caso Unabomber, la cui posizione è stata poi archiviata. Parallelamente all'attività legale ha intrapreso l'attività politica, venendo eletto deputato alla Camera la prima volta alle elezioni politiche del 2001 nel collegio di Belluno con Forza Italia e poi rieletto deputato nel 2006. È presidente dello Juventus Club Montecitorio. Secondo le dichiarazioni dei redditi nel 2006 era il quinto deputato più ricco. Riconfermato alla Camera nel 2008 con il PdL, è rimasto a Montecitorio fino al 2013.
Già strenuo difensore del premier in numerose trasmissioni televisive, è divenuto celebre per un discorso tenuto il 27 maggio 2010, allorché la Camera dei Deputati espresse mediante un voto a maggioranza il proprio convincimento che Berlusconi avesse chiamato il Questore di Milano, Pietro Ostuni, per far rilasciare Karima El Marhoug, detta Ruby, arrestata per furto, in quanto sinceramente convinto che si trattasse della nipote di Hosni Mubarak, presidente dell'Egitto dell'epoca, e che quindi fosse necessario evitare un incidente diplomatico. Le indagini e i processi hanno rivelato che Ruby era una prostituta di origini marocchine che, insieme a molte altre, frequentava Berlusconi: per tutte queste vicende Berlusconi è stato poi assolto, in quanto l'Autorità Giudiziaria ha ritenuto che egli non fosse a conoscenza della minore età di Ruby (prostituzione minorile) e che non abbia commesso abusi di potere per convincere il Questore di Milano a farla rilasciare (concussione).
Dal 2020 è presidente del consiglio di amministrazione della società Autovie Venete.

## Incarichi parlamentari
XIV Legislatura
- Componente della II Commissione (Giustizia) dal 20 giugno 2001 al 27 aprile 2006

XV Legislatura
- Componente della Giunta per le autorizzazioni dal 22 maggio 2006 al 28 aprile 2008
- Componente del Comitato parlamentare per i procedimenti di accusa dal 6 giugno 2006 al 28 aprile 2008
- Componente della II Commissione (giustizia) dal 6 giugno 2006 al 28 aprile 2008
- Componente della Commissione parlamentare per l'infanzia dal 12 ottobre 2006 al 28 aprile 2008
- Componente della Commissione giurisdizionale per il personale dal 29 giugno 2006 al 28 aprile 2008

XVI Legislatura
- Componente della Giunta per le autorizzazioni a procedere dal 21 maggio 2008
- Componente del Comitato parlamentare per i procedimenti di accusa dal 21 maggio 2008
- Componente della II commissione Giustizia dal 21 maggio 2008
- Presidente del Consiglio di Giurisdizione dal 4 agosto 2008 al 4 marzo 2010
- Presidente del Collegio d'Appello dal 4 marzo 2010 al 14 marzo 2013

## Posizioni politiche
Intervenendo alla Camera il 3 febbraio 2011 su una domanda di autorizzazione ad eseguire perquisizioni domiciliari nei confronti di Silvio Berlusconi, Paniz ha dichiarato:
A luglio dello stesso anno Maurizio Paniz ha inoltre condotto una raccolta di firme tra deputati e senatori del Popolo delle Libertà per opporsi all'abolizione degli ordini professionali, tra cui avvocati e notai, minacciando altrimenti di far cadere il governo Monti sulla manovra finanziaria.
Nel 2012 una sua denuncia per una frase ritenuta offensiva della sua reputazione ha indotto il giudice per le indagini preliminari di Belluno ad ordinare la chiusura preventiva dell'intero portale Vajont.info, e ad ordinare a 226 provider italiani di impedirne l'accesso. L'intervento richiesto da Paniz ha provocato il blocco anche di centinaia di siti che nulla avevano a che fare col sito Vajont.info. Questa "censura de facto" di numerosi altri siti ha dato vita ad un intenso movimento di protesta che critica pesantemente le richieste censorie di Paniz e la decisione del giudice che tali richiesta ha accolto.
Dal 10 settembre 2018, in veste di avvocato, Paniz si sta occupando dei ricorsi contro la delibera n. 14/2018 dell'Ufficio di Presidenza del 12 luglio 2018 sul taglio dei vitalizi parlamentari a partire dal 1º gennaio 2019; in tale circostanza ha raccolto e presentato quasi 400 ricorsi di ex parlamentari.